# Glycyrrhiza foetidissima
Glycyrrhiza foetidissima är en ärtväxtart som beskrevs av Ignaz Friedrich Tausch. Glycyrrhiza foetidissima ingår i släktet Glycyrrhiza och familjen ärtväxter. Inga underarter finns listade i Catalogue of Life.